# Mate Maleš
Mate Maleš (Šibenik, 11 maart 1989) is een Kroatisch voormalig voetballer die doorgaans speelde als middenvelder. Tussen 2006 en 2023 was hij actief voor HNK Šibenik, Hajduk Split, Dinamo Zagreb, Lokomotiva Zagreb, NK Zagreb, HNK Rijeka, Dalian Yifang. CFR Cluj, Sarpsborg 08, Arezzo en Lokomotiva Zagreb. Maleš maakte in 2014 zijn debuut in het Kroatisch voetbalelftal.

## Clubcarrière
Maleš brak door als profvoetballer bij HNK Šibenik, waar hij op 4 augustus 2006 tegen Dinamo Zagreb zijn debuut maakte. Bij Šibenik speelde hij samen met onder meer Gordon Schildenfeld. In 2007 werd de middenvelder overgenomen door Hajduk Split, dat hem later verloor aan Dinamo Zagreb. Ook bij Dinamo speelde hij nauwelijks en hij werd verhuurd aan Lokomotiva Zagreb, dat hem na twee uitleenbeurten definitief overnam. NK Lokomotiva Zagreb verhuurde Maleš nog even aan NK Zagreb en in de zomer van 2013 verkaste de middenvelder naar HNK Rijeka. In januari 2018 nam Dalian Yifang de middenvelder over. Maleš kwam in China niet aan spelen toe. Zijn club kocht na zijn aankoop ook Yannick Carrasco, Nicolás Gaitán en José Fonte, terwijl het maar drie buitenlanders mocht opstellen. Gedurende een half seizoen moest de Kroaat bij het tweede elftal vertoeven. Na dit halve seizoen tekende hij voor CFR Cluj. Maleš verkaste in de zomer van 2019 naar Sarpsborg 08, waar hij voor anderhalf jaar tekende. Na een jaar vertrok hij uit Noorwegen met één wedstrijd achter zijn naam. Hij ging spelen voor Arezzo. Begin 2021 keerde hij terug naar Lokomotiva Zagreb. In januari 2023 besloot Maleš op drieëndertigjarige leeftijd een punt te zetten achter zijn actieve loopbaan.

## Interlandcarrière
In 2006 werd Maleš opgeroepen voor Jong Kroatië, maar ondanks zijn status als vaste waarde in het Kroatisch voetbalelftal onder 19, speelde Maleš geen enkele wedstrijd voor Jong Kroatië. Maleš debuteerde voor de Vatreni op 5 maart 2014 in de vriendschappelijke wedstrijd tegen Zwitserland. Maleš startte in de basis en werd in de zevenenvijftigste minuut vervangen door de nummer tien van Kroatië, Luka Modrić. Maleš werd opgeroepen door bondscoach Niko Kovač voor de play-offs voor het wereldkampioenschap in Brazilië tegen IJsland. Maleš kwam in deze wedstrijden niet in actie. Door een enkelblessure kon de Kroaat niet mee naar het wereldkampioenschap in Brazilië.